# Armoriale dei comuni del Passo di Calais (A-C)
Questa pagina contiene gli stemmi dei comuni del Pas-de-Calais i cui nomi vanno da A a C.
- Armoriale dei comuni del dipartimento 62 - Pas-de-Calais (A-C)
- Armoriale dei comuni del dipartimento 62 - Pas-de-Calais (D-H)
- Armoriale dei comuni del dipartimento 62 - Pas-de-Calais (I-P)
- Armoriale dei comuni del dipartimento 62 - Pas-de-Calais (Q-Z)

## A

### Ab - Ad
| Stemma | Nome del comune e blasonatura |
| ------ | --- |
|        | Ablain-Saint-Nazaire Parti : au 1) de sinople aux quatre ondes de sable, au 2) coupé au I d'azur à la tour lanterne du lieu terrassée d'or et au II d'azur au cimetière militaire en champagne de sinople planté de douze croisettes haussées d'or en trois rangées fuyant en perspective. (partito: nel 1º di verde, a quattro onde di nero; nel 2º troncato: in I d'azzurro, alla torre-lanterna del luogo, terrazzata d'oro e in II d'azzurro, al cimitero militare di una campagna di verde piantata di dodici crocette latine d'oro, ordinate in tre file viste in prospettiva) |
|        | Ablainzevelle De gueules aux trois chevrons d'argent, le premier chargé de sept mouchetures d'hermine de sable, le deuxième de cinq mouchetures et le troisième de trois mouchetures. (di rosso, a tre scaglioni d'argento, il primo caricato di sette moscature d'armellino di nero, il secondo da cinque moscature e in terzo da tre moscature) |
|        | Acheville D'or fretté de seize pièces de gueules, au franc-canton du même chargé d'une bande du champ. (d'oro, cancellato di sedici pezzi di rosso, al canton franco dello stesso, caricato di una banda del campo) |
|        | Achicourt d'hermine au chef de gueules (d'armellino, al capo di rosso) |
|        | Achiet-le-Grand écartelé : aux 1 et 4 parti de gueules et d'argent, à un croissant de l'un en l'autre ; aux 2 et 3 de sable à la bande vivrée d'or accostée de deux lions d'argent posés dans le sens de la bande ; chargé en abîme d'un écusson d'or aux trois huchets de sable (inquartato: nel 1º e 4º partito di rosso e d'argento, al crescente dell'uno all'altro; nel 2º e 3º di nero, alla banda increspata d'oro, accostata da due leoni d'argento posti nel senso della banda; caricato in abisso da uno scudetto d'oro, a tre corni da caccia di nero)                    |
|        | Achiet-le-Petit écartelé : aux 1 et 4 parti de gueules et d'argent, à un croissant de l'un en l'autre ; aux 2 et 3 de sable à la bande vivrée d'or accostée de deux lions d'argent posés dans le sens de la bande (inquartato: nel 1º e 4º partito di rosso e d'argento, al crescente dell'uno all'altro; nel 2º e 3º di nero, alla banda increspata d'oro, accostata da due leoni d'argento posti nel senso della banda) |
|        | Acq D'azur semé de fleurs de lys d'or au lion naissant d'argent brochant sur le tout, à la bordure du même. (d'azzurro seminato di gigli d'oro, al leone nascente d'argento; alla bordura dello stesso) |
|        | Acquin-Westbécourt de sinople à trois mâcles, au chef d'or chargé d'une escarboucle pommetée et fleudelisée de gueules (di verde, a tre losanghe vuote d'oro; al capo dello stesso, caricato di un raggio di carbonchio pomettato di fiordalisato di rosso) |
|        | Adinfer Contre-vairé d'or et d'azur. (controvaiato d'oro e d'azzurro) |

### Ae - Ah
| Stemma | Nome del comune e blasonatura |
| ------ | --- |
|        | Affringues D’argent à la fasce accompagnée en chef d’’une fleurs de lys et en pointe d’un coq, le tout de sinople. (d'argento, alla fascia accompagnata in capo da un giglio e in punta da un gallo, il tutto di verde)                  |
|        | Agnez-lès-Duisans Ecartelé : au 1) et 4) chevronné d’or et de gueules de douze pièces, au 2) et 3) d’or au lion de gueules. (inquartato: nel 1º e 4º scaglionato d'oro e di rosso di dodici pezzi; nel 2º e 3º d'oro, al leone di rosso) |
|        | Agnières De sinople à l’aigle d’or, becquée et membrée de gueules. (di verde, all'aquila d'oro, rostrata e membrata di rosso) |
|        | Agny Contre-vairé d'or et d'azur. (controvaiato d'oro e d'azzurro) |

### Ai - Al
| Stemma | Nome del comune e blasonatura |
| ------ | --- |
|        | Aire-sur-la-Lys de gueules à l'aigle d'argent becquée et membrée d'or (di rosso, all'aquila d'argento rostrata e membrata d'oro) |
|        | Airon-Notre-Dame D’argent au portail et au clocher d’église d’azur, à la bordure du même chargé de huit canards du champ. (d'argento, al portone con campanile di chiesa d'azzurro, alla bordura dello stesso, caricata da otto anatre del campo)                                                  |
|        | Airon-Saint-Vaast de gueules à la chapelle d'or, ouverte et maçonnée de sable, au franc-quartier d'argent chargé d'un écureuil rampant de gueules (di rosso, alla cappella d'oro, aperta e murata di nero; al quartier franco d'argento, caricato di uno scoiattolo rampante dello stesso)         |
|        | Aix-en-Ergny parti : au 1 coupé d'argent fretté de sable et aussi d'argent ; au 2 d'azur au lion d'or surmonté de deux merlettes du même (partito: nel 1º troncato: in I d'argento cancellato di nero e in II d'argento; nel 2º d'azzurro, al leone d'oro sormontato da due merlotti dello stesso) |
|        | Aix-en-Issart D’or à la fasce ondée d’azur accompagnée de trois maillets de sinople. (d'oro, alla fascia ondata d'azzurro, accompagnata da tre maglietti di verde) |
|        | Aix-Noulette écartelé d'or et de sable (inquartato d'oro e di nero) |
|        | Alembon D’argent aux cinq merlettes de sable, ordonnées 3 et 2. (d'argento, a cinque merlotti di nero, ordinati 3 e 2) |
|        | Alette De gueules aux trois quintefeuilles d’or, au chef d’argent chargé de trois maillets de sinople. (di rosso, a tre cinquefoglie d'oro; al capo d'argento, caricato di tre maglietti di verde)                                                                                                 |
|        | Alincthun D’or à l’ancre de gueules. (d'oro, all'ancora di rosso) |
|        | Allouagne D’azur à la fasce crénelée d’or de quatre pièces. (d'azzurro, alla fascia merlata d'oro di quattro pezzi) |
|        | Alquines De gueules aux trois tours d’argent. (di rosso, a tre torri d'argento) |

### Am - Aq
| Stemma | Nome del comune e blasonatura |
| ------ | --- |
|        | Ambleteuse de gueules à la croix ancrée d'or (di rosso, alla croce ancorata d'oro) |
|        | Ambricourt Parti : au 1) de gueules aux trois croissants d’or, au 2) d’argent aux trois sansonnets de sable, becqués et membrés de gueules. (partito: nel 1º di rosso, a tre crescenti d'oro; nel 2º d'argento, a tre storni di nero, imbeccati e membrati di rosso) |
|        | Ambrines D’azur au lys de jardin terrassé d’argent, accosté de deux lièvres courants du même. (d'azzurro, al giglio di giardino terrazzato d'argento, accostato da due lepri correnti dello stesso) |
|        | Ames D’argent au chevron de sable accompagné de trois merlettes du même. (d'argento, allo scaglione di nero, accompagnato da tre merlotti dello stesso) |
|        | Amettes D’argent à la bande de gueules chargée d’un saint bénissant, à mi-corps, du champ. (d'argento, alla banda di rosso, caricata di un santo benedicente, nascente, del campo) |
|        | Amplier De sable à la crosse d’argent, au franc-canton d’or. (di nero, al pastorale d'argento, al canton franco d'oro) |
|        | Andres D’azur au lion d’or surmonté d’un lambel de gueules. (d'azzurro, al leone d'oro sormontato da un lambello di rosso) |
|        | Angres De gueules aux trois gerbes de blé d’or, à la bordure du même chargée de huit tourteaux du champ. (di rosso, a tre covoni di grano d'oro, alla bordura dello stesso, caricata da otto tortelli dello stesso) |
|        | Annay Tranché d’azur et de gueules, à la cotice aussi d’azur chargé de six fleurs de lys d’or posées à plomb brochant sur la partition. (trinciato d'azzurro e di rosso, alla cotissa pure d'azzurro caricata di sei gigli d'oro posti a piombo, attraversante sulla partizione) |
|        | Annequin Ecartelé d’or et de sable, à la bande engrêlée de gueules. (inquartato d'oro e di nero, alla banda spinata di rosso) |
|        | Annezin Ecartelé : ai 1) et au 4) de gueules à la fasce d’argent accompagnée en chef de trois besants d’or et en pointe d’un lion léopardé du même, au 2) et 3) de gueules à la bande ondée d’argent chargée de trois étoiles de six rais de sable et accompagnée de deux étoiles de six rais aussi d’argent. (inquartato: nel 1º e 4º di rosso, alla fascia d'argento, accompagnata in capo da tre bisanti d'oro e ni punta da un leone illeopardito dello stesso; nel 2º e 3º di rosso, alla banda ondata d'argento, caricata da tre stelle di sei raggi di nero e accompagnata da due stelle di sei raggi pure d'argento) [in realtà il disegno riporta in 1º e 4º un leopardo e non un leone illeopardito] |
|        | Anvin De sable à la bande d’or chargée d’une violette du champ, accompagnée de six billettes aussi d’or ordonnées en orle, trois en chef et trois en pointe. (di nero, alla banda d'oro caricata di una violetta del campo, fustata e fogliata di verde, accompagnata da sei biglietti, pure d'oro, ordinati in orlo, tre in capo e tre in punta) |
|        | Anzin-Saint-Aubin Ecartelé : au 1) et 4) d’or à la croix de gueules, chargée en cœur d’une étoile d’argent, cantonnée de seize alérions d’azur, quatre dans chaque canton, au 2) et au 3) de gueules à la croix d’or. (inquartato: nel 1º e 4º d'oro, alla croce di rosso, caricata in cuore da una stella d'argento, accantonata da sedici alerioni d'azzurro, quattro in ogni cantone; nel 2º e 3º di rosso, alla croce d'oro) |

### Ar - Au
| Stemma | Nome del comune e blasonatura |
| ------ | --- |
|        | Ardres d'argent à l'aigle bicéphale de sable, au chef d'azur, chargé de trois fleurs de lys d'or (d'argento, all'aquila bicefala di nero; al capo d'azzurro, caricato di tre gigli d'oro) |
|        | Arleux-en-Gohelle d'or aux deux crosses adossées issantes de sable accompagnées de neuf rats du même, trois rangés en chef, six montant adossés rangés en deux pals aux flancs, à la champagne de gueules chargée de deux clefs du champ passées en sautoir. (d'oro, a due pastorali addossati nascenti di nero, accompagnati da nove topi dello stesso, tre ordinati nel capo, sei montanti addossati e ordinati in due pali posti ai fianchi; alla campagna di rosso, caricata da due chiavi del campo passate in decusse) |
|        | Arques De gueules à la crosse accostée de deux clé adossées le tout d’or. (di rosso, al pastorale accostato da due chiavi addossate, il tutto d'oro) |
|        | Arras de gueules au lion d'or armé et lampassé d'azur, à l'écusson brochant en abime sur le tout aussi d'azur semé de fleurs de lys d'or brisé d'un lambel de gueules de trois pendants chargés chacun de trois petits châteaux aussi d'or rangés en pal (Di rosso al leone d'oro armato e lampassato d'azzuro, allo scudetto attraversante in cuore pure d'azzurro seminato di gigli d'oro brisato da un lambello di rosso con tre pendenti, ciascuno caricato da tre castelletti pure d'oro ordinati in palo) |
|        | Athies Ecartelé : au 1) et au 4) d’or à la croix ancrée de gueules, au 2) et 3) d’azur aux deux fleurs de pensée tigées et feuillées d’or en chef soutenues d’un lys de jardin fleuri de trois pièces, tigé et feuillé d’argent. (inquartato: nel 1º e 4º d'oro, alla croce ancorata di rosso; nel 2º e 3º d'azzurro, a due fiori di pensée fustati e fogliati d'oro posti in capo e sostenuti da un giglio di giardino fiorito di tre pezzi, fustato e fogliato d'oro) |
|        | Les Attaques De gueules au bateau de pêche d’argent. (di rosso, al battello da pesca d'argento) |
|        | Attin De gueules aux trois truites d’or. (di rosso, a tre trote d'oro) |
|        | Aubigny-en-Artois D'azur semé de fleurs de lis d'or, au lambel de gueules, chaque pendant chargé de trois châteaux d'or rangés en pal, et au bâton abaissé de gueules (d'azzurro, seminato di gigli d'oro, al lambello di rosso, ogni pendente caricato di tre castelli d'oro, ordinati in palo, e al bastone abbassato di rosso) Coupé : au premier d’azur semé de fleurs de lys d’or au lambel de gueules brochant sur le tout chaque pendant chargé de trois châteaux aussi d’or, au second aussi d’azur semé de fleurs de lys d’or au baton de gueules brochant sur le tout. (d'azzurro seminato di gigli d'oro troncato da un filetto di nero: nel 1º al lambello di rosso di tre gocce, ciascuna caricata da tre castelli pure d'oro; nel 2º al bastone scorciato di rosso) |
|        | Aubin-Saint-Vaast Parti : au 1) d’azur à la barque de sable, sans agrès, au mât brisé d’or, portant la vierge portant sur son bras gauche l’enfant Jésus, tous deux couronnés du même, la barque portée sur une mer ondée d’argent mouvant de la pointe, au 2) d’argent à la croix de gueules. (partito: nel 1º d'azzurro, alla barca di nero, priva di armamento, all'albero rotto d'oro, che porta la Vergine tenente col braccio sinistro il Bambino Gesù, entrambi coronati dello stesso, la barca sostenuta da un mare ondato d'argento movente dalla punta; nel 2º d'argento, alla croce di rosso) |
|        | Aubrometz D’azur à la crosse épiscopale posée en bande, accompagnée en chef d’une mitre et en pointe d’un croissant, le tout d’or, au chef d’argent chargé de cinq étoiles de gueules. (d'azzurro, al pastorale posto in banda, accompagnato in capo da una mitra e in punta da un crescente, il tutto d'oro; al capo d'argento, caricato di cinque stelle (5) di rosso) |
|        | Auchel Tranché : au premier d’azur à la tour donjonnée d’or, maçonnée de sable, au second de gueules aux deux pics de mineur passés en sautoir et une lampe de mineur brochante en cœur, le tout d’or ; à la bande d’or chargée de cinq losanges de sable, brochant sur la partition. (trinciato: nel 1º d'azzurro, alla torre torricellata d'oro, murata di nero; nel 2º di roso, a due picconi da minatore passati in decusse e una lampada da minatore attraversante in cuore su di essi, il tutto d'oro; alla banda d'oro caricata da cinque losanghe di nero, attraversante sulla partizione) |
|        | Auchy-au-Bois Ecartelé :au 1) et 4) d’or aux trois huchets de gueules enguichés et virolés d’argent, au 2) et 3) de gueules à l’arbre d’or. (inquartato: nel 1º e 4º d'oro, a tre corni da caccia di rosso, guarniti e legati d'argento; nel 2º e 3º di rosso, all'albero d'oro) |
|        | Auchy-lès-Hesdin D’azur à l’escarboucle pommetée d’or chargée en cœur d’un besant de gueules surchargé d’une étoile aussi d’or. (d'azzurro, al raggio di carbonchio pomettato d'oro e caricato in cuore da una torta di rosso sovraccaricata da una stella (5) pure d'oro) |
|        | Auchy-les-Mines D’argent à l’ombre de bonnet phrygien contourné, au plan de blé au naturel brochant, à la lampe de mineur de sable surbrochant le tout. (d'argento, all'ombra di cappello frigio rivoltato, alla pianta di grano al naturale attraversante, sovraccaricata da una lampada da minatore di nero) |
|        | Audembert D’argent aux trois têtes de chien de chasse de sable, au chef de gueules au cor de chasse contourné d’or. (d'argento, a tre teste di cane da caccia di nero; al capo di rosso, caricato da un corno da caccia rivoltato d'oro) |
|        | Audincthun De sinople aux trois chevron d’argent, accompagnés de trois gobelets d’or. (di verde, a tre scaglioni d'argento, accompagnati da tre calici d'oro) |
|        | Audinghen Parti d’argent et d’or à la croix ancrée de gueules chargée d’une tour ouvert d’argent maçonnée de sable, brochant sur le parti, au chef d’azur chargé de trois lionceaux d’or. (partito d'argento e d'oro, alla croce ancorata di rosso, caricata da una torre d'argento murata di nero, attraversante sul partito; al capo d'azzurro caricato di tre leoncelli d'oro) |
|        | Audrehem De sinople aux trois bandes d’or, à la bordure du même. (di verde, a tre bande d'oro; alla bordura dello stesso) |
|        | Audresselles d'azur à un flobard d'or, naviguant sur trois ondes d'argent, au chef d'or chargé d'un crabe de gueules (d'azzurro, al flobart (una tradizionale barca da pesca) d'oro, navigante su tre onde d'argento; al capo d'oro, caricato di un granchio di rosso) |
|        | Audruicq D’argent à la figure d’un évêque de carnation, vêtu d'une aube du champ, d'une tunique de pourpre, revêtu d'une chape de gueules brodée d’or, la mitre en tête du même, tenant de sa dextre une palme de sinople et de sa senestre une crosse aussi d’or, le tout accosté de deux écussons de gueules chargés d’une croix patriarcale d’argent. (d'argento, alla figura di un vescovo di carnagione, vestito con un camice del campo, una tunica di porpora, rivestito da una cappa di rosso, bordata d'oro, con in testa la mitra dello stesso, tenente con la destra una palma di verde, e con la sinistra un pastorale pure d'oro, il tutto accostato da due scudetti di rosso, caricati di una croce patriarcale d'argento)                                          |
|        | Aumerval D’argent aux deux huchets contournés de gueules, pavillonnés, enguichés et embouchés de sable soutenus d’un fer à cheval montant de sinople clouté de six pièces d’argent. (d'argento, a due corni da caccia rivoltati di rosso, aperti, guarniti e imboccati di nero, sostenuti da un ferro di cavallo montante di verde, chiodato di sei pezzi d'argento) |
|        | Autingues D’azur à la fasce d’or accompagnée de deux lions d’argent, armés et lampassés de gueules, l’un en chef l’autre en pointe. (d'azzurro, alla fascia d'oro, accompagnata da due leoni d'argento, armati e lampassati di rosso, uno in capo l'altro in punta) |
|        | Auxi-le-Château échiqueté d'or et de gueules (scaccato d'oro e di rosso) |

### Av - Az
| Stemma | Nome del comune e blasonatura |
| ------ | --- |
|        | Averdoingt D’argent au lion de sinople. (d'argento, al leone di verde) |
|        | Avesnes Coupé : au 1) de gueules à l’aigle d’or au 2) parti au I d’or au lion de gueules et au II d’or au bœuf contourné de gueules. (troncato: nel 1º di rosso, all'aquila d'oro; nel 2º partito: in I d'oro, al leone di rosso e in II d'oro, al bue rivoltato di rosso) |
|        | Avesnes-le-Comte d'azur semé de fleurs de lys d'or au lambel du même brochant sur le tout (d'azzurro seminato di gigli d'oro, al lambello dello stesso attraversante sul tutto) |
|        | Avesnes-lès-Bapaume D’azur à la vierge d’argent, coiffée en voile, assise sur un arc en ciel du même mouvant des contons de la pointe, tenant l’enfant Jésus d’or et lui présentant une pomme de gueules. (d'azzurro, alla vergine d'argento,col capo coperto da un velo, seduta su un arcobaleno dello stesso, movente dagli angoli della punta, e tenente il Bambino Gesù d'oro mentre gli presenta una mela di rosso) |
|        | Avion écartelé, au 1 du gueules à trois immeubles d'or ajourés et terrassés de sable, au 2 d'azur à deux pics de mineur d'or en sautoir et à la lampe sommée d'un casque du même brochant sur le tout, au 3 d'azur au pal ondé d'or à la colombe essorante d'argent brochant sur le tout, au chef aussi d'azur chargé d'une locomotive d'or, au 4 de gueules à la tierce alaisée ondée d'or, au chef cousu d'azur chargé d'une lyre d'or accostée de deux gerbes de blé du même liées de sable (inquartato: nel 1º di rosso, a tre edifici d'oro, finestrati e terrazzati di nero; nel 2º d'azzurro, a due picconi da minatore d'oro passati in decusse con una lampada da minatore, cimata da un casco dello stesso, attraversante; nel 3º d'azzurro, al palo ondato d'oro, alla colomba sorante d'argento, attraversante sul tutto, al capo pure d'azzurro, caricato di una locomotiva d'oro; nel 4º di rosso, alla terza ondata scorciata d'oro, al capo cucito d'azzurro, caricato di una lira d'oro accostata da due covoni di grano dello stesso legati di nero) |
|        | Avondance D’argent au lion de sable, armé et lampassé de gueules, à la bordure d’azur. (d'argento, al leone di nero, armato e lampassato di rosso; alla bordura d'azzurro) |
|        | Avroult D’or à la tierce de sable, au franc-canton d’hermine ; le tout enfermé par une bordure engrêlée de gueules. (d'oro, alla terza di nero, al canton franco d'armellino; il tutto alla bordura spinata di rosso) |
|        | Ayette D’or aux trois écussons d’azur, au franc quartier de gueules chargé d’une molette de cinq rais du champ brochant. (d'oro, a tre scudetti d'azzurro, al quartier franco di rosso, caricato da una rotella di sperone di cinque raggi del campo) |
|        | Azincourt D’argent à l’aigle bicéphales de gueules, becquée, lampassée de membrée d’azur. (d'argento, all'aquila bicefala di rosso, rostrata, lampassata e membrata d'azzurro) |

## B

### Ba - Bd
| Stemma | Nome del comune e blasonatura |
| ------ | --- |
|        | Bailleul-aux-Cornailles De gueules à la fasce d’argent accompagnée de trois corneilles d’or. (di rosso, alla fascia d'argento accompagnata da tre cornacchie d'oro) |
|        | Bailleul-lès-Pernes d’argent à la bande de gueules. (d'argento, alla banda di rosso) |
|        | Bailleul-Sir-Berthoult d’azur fretté de six pièces d’or. (d'azzurro, cancellato di sei pezzi d'oro) |
|        | Bailleulmont de gueules à la bande d’or, accompagné de six billettes du même posées à plomb, trois en chef ordonnées 2 et 1 et trois en pointe rangées en bande. (di rosso, alla banda d'oro, accompagnata da sei plinti dello stesso, posti a piombo, tre in capo ordinati 2 e 1, tre in punta ordinati in banda)                                             |
|        | Bailleulval d'azur fretté de dix pièces d'argent (d'azzurro, cancellato di dieci pezzi d'argento) |
|        | Baincthun d’argent aux trois huchets contournés de gueules. (d'argento, a tre corni da caccia rivoltati di rosso) |
|        | Bainghen d’azur à la couronne d’épines d’or. (d'azzurro, alla corona di spine d'oro) |
|        | Bajus d’or à la barre ondée d’azur chargée d’un léopard assis du champ. (d'oro, alla banda ondata d'azzurro, caricata di un leopardo seduto del campo) |
|        | Balinghem parti : au 1) d’or à la fasce de sable surmontée de trois cormorans du même, becqués et membrés de gueules, au 2) de sinople à la tente d’or. (partito: nel 1º d'oro, alla fascia di nero sormontata da tre cormorani dello stesso, imbeccati e membrati di rosso; nel 2º di verde, alla tenda d'oro)                                                |
|        | Bancourt d’or à la divise de gueules accompagnée de trois lionceaux issants du même, couronnés d’azur. (d'oro, alla divisa di rosso, accompagnata da tre leoncelli nascenti dello stesso, coronati d'azzurro) |
|        | Bapaume D'azur à trois mains appaumées d'argent, celle du chef-dextre étant une main senestre. (d'azzurro, a tre mani appalmate d'argento) |
|        | Baralle d’azur à la bande d’argent chargée de trois quintefeuilles du champ. (d'azzurro, alla banda d'argento, caricata di tre cinquefoglie del campo) |
|        | Barastre de sinople à la fasce d’argent surmontée de trois coquilles du même rangées en chef. (di verde, alla fascia d'argento, sormontata da tre conchiglie dello stesso ordinate nel capo) |
|        | Barlin écartelé : au 1) et 4) de gueules fretté de quatorze pièces d’or, au 2) et 3) fascé d’argent et de gueules de huit pièces au sautoir de sable brochant sur le tout. (inquartato: nel 1º e 4º di rosso, cancellato di quattordici pezzi d'oro; nel 2º e 3º fasciato d'argento e di rosso di otto pezzi, alla croce di Sant'Andrea di nero attraversante) |
|        | Barly d’azur au chevron d’argent soutenu d’une molette de cinq rais du même. (d'azzurro, allo scaglione d'argento, sostenuto da una rotella di sperone di cinque raggi dello stesso) |
|        | Basseux d’hermine au chef de sable chargé de quatre billettes d’argent. (d'armellino, al capo di nero caricato di quattro biglietti d'argento) |
|        | Bavincourt d’argent au rocher de sable mouvant de la pointe, surmonté de deux lions du même, armés et lampassées de gueules. (d'argento, alla roccia di nero movente dalla punta, sormontata da due leoni dello stesso, armati e lampassati di rosso) |
|        | Bayenghem-lès-Éperlecques d’or au porche de sable chargé en chef sur une bannière du champ de la date 1763 aussi de sable. (d'oro, al porticato di nero, caricato in capo da una lista del campo con la data 1763 pure di nero) |
|        | Bayenghem-lès-Seninghem d’azur à l’urne antique d’or contournée d’un cyclamor d’argent. (d'azzurro, all'urna antica d'oro, inscritta in un ciclamoro d'argento) |
|        | Bazinghen D'or à la croix de sable chargée de cinq anneaux d'argent. (d'oro, alla croce di nero, caricata di cinque anelli d'argento) |

### Be - Bh
| Stemma | Nome del comune e blasonatura |
| ------ | --- |
|        | Béalencourt écartelé : au 1) et 4) d’or aux cinq cotices de gueules, au franc canton aussi d’or chargé de cinq cotices de gueules et d’une étoile de six rais du champ brochant sur le tout, au 2) et 3) échiqueté de gueules et d’or de cinq tires. (inquartato: nel 1º e 4º d'oro, a cinque cotisse di rosso, al canton franco pure d'oro, caricato di cinque cotisse di rosso con una stella (6) del campo attraversante sul tutto; nel 2º e 3º scaccato di rosso e d'oro di cinque tiri) |
|        | Beaudricourt d’or aux trois bandes de gueules, à la fasce de sable brochant sur le tout. (d'oro, a tre bande di rosso, alla fascia di nero attraversante sul tutto) |
|        | Beaufort-Blavincourt d’azur aux trois jumelles d’or. (d'azzurro, a tre gemelle d'oro) |
|        | Beaulencourt de sable au château de trois tours d’or, ouvert, ajouré et maçonné du champ, pavillonné aussi d’or sur les deux tours des flancs, aux quatre rayons gironnants d’argent issant du château évasés vers la pointe. (di nero, al castello di tre torri d'oro, aperto, finestrato e murato del campo, banderuolato pure d'oro sulle due torri laterali, a quattro raggi d'argento, uscenti a ventaglio dal castello e patenti verso la punta) |
|        | Beaumerie-Saint-Martin d’argent aux trois fasces de gueules, surmontées de trois trèfles de sinople rangés en chef. (d'argento, a tre fasce di rosso, sormontate da tre trifogli di verde ordinati nel capo) |
|        | Beaumetz-lès-Aire d'argent au sautoir d'azur chargé en cœur d'une maison d'or. (d'argento, al decusse d'azzurro, caricato in cuore di una casa d'oro) |
|        | Beaumetz-lès-Cambrai de gueules à la croix engrêlée d’or. (di rosso, alla croce spinata d'oro) |
|        | Beaumetz-lès-Loges de gueules aux trois gerbes de blé d’or liées de sable, à la bordure aussi d’or chargée de sept tourteaux du champ. (di rosso, a tre covoni di grano d'oro, legati di nero; alla bordura pure d'oro, caricata di sette torte del campo) |
|        | Beaurains d’argent au sautoir de gueules. (d'argento, alla croce di Sant'Andrea di rosso) |
|        | Beaurainville Ecartelé au 1) et au 4) d’argent aux trois fasces de gueules, au 2 et 3 d’argent aux trois doloires de gueules, les deux du chef posés en bande et en barre, celui de la pointe en fasce ; sur le tout écartelé au I d’or à la bande de gueules chargée de trois alérions d’argent, au II d’azur aux trois fleurs de lys d’or, à la bordure cousue de gueules chargée de huit besants d’argent, au III et au IV d’argent aux deux fasces cousues d’or. (inquartato: nel 1º e 4º d'argento, a rte fasce di rosso; nel 2º e 3º d'argento, a tre doloire di rosso, le due in capo poste in banda e in sbarra, quella nella punta in fascia; sul tutto inquartato: in I d'oro, alla banda di rosso caricata di tre alerioni d'argento; in II d'azzurro, a tre gigli d'oro con la bordura cucita di rosso caricata di otto bisanti d'argento; in III e IV d'argento, a due fasce saldate d'oro) |
|        | Beauvoir-Wavans d’azur aux deux léopards d’or, assis et adossés, les queues passées en double sautoir, à la champagne ondée d’argent. (d'azzurro, a due leopardi d'oro, seduti e addossati, con le code passate in doppio decusse, alla campagna ondata d'argento) |
|        | Beauvois d’azur au chevron d’or, accompagné en chef de deux roses tigées et feuillées du même et en pointe d’une gerbe de blé aussi d’or liée de gueules. (d'azzurro, allo scaglione d'oro, accompagnato in capo da due rose fustate e fogliate dello stesso e in punta da un covone di grano pure d'oro, legato di rosso) |
|        | Bécourt d’or au hêtre de sinople, au chef du même chargé de trois merlettes d’argent. (d'oro, al faggio di verde; al capo dello stesso, caricato di tre merlotti d'argento) |
|        | Béhagnies d’azur aux trois gerbes de blé d’or liées de sable. (d'azzurro, a tre covoni di grano d'oro, legati di nero) |
|        | Belle-et-Houllefort parti : au 1) d’azur au dextrochère vêtu d’argent, tenant une rose tigée et feuillée du même, surmonté de deux dauphins adossés aussi d’argent au 2) de sable au lion d’argent. (partito: nel 1º d'azzurro, al destrocherio vestito d'argento, tenente una rosa fusta e fogliata dello stesso, sormontato da due delfini addossati pure d'argento; nel 2º di nero, al leone d'argento) |
|        | Bellebrune d’argent au lion de sable armé de gueules. (d'argento, al leone di nero armato di rosso) |
|        | Bellonne de gueules au colombier d’or, au chef d'azur plumeté d’or. (di rosso, alla colombaia d'oro; al capo d'azzurro piumato d'oro) |
|        | Bénifontaine de gueules à la bande d'or semée de lys d'azur, accompagnée en chef d'un croissant aussi d'or et en pointe d'un aigle bicéphales de sable. (di rosso, alla banda d'oro seminata di gigli d'azzurro, accompagnata in capo da un crescente pure d'oro e in punta da un'aquila bicipite di nero) |
|        | Berck parti d’azur et de gueules à l’ancre marine d’argent brochant sur la partition, enlacée d’un filin d’or et accostée de deux poissons aussi d’argent posés en pal. (partito d'azzurro e di rosso, all'ancora d'argento attraversante sulla partizione, allacciata da un filo d'oro e accostata da due pesci pure d'argento posti in palo) |
|        | Bergueneuse d’azur aux trois vannets d’or. (d'azzurro, a tre conchiglie di Santiago d'oro) |
|        | Berguette d’argent à la roue de moulin de sable accompagnée de trois étoiles du même. (d'argento, alla ruota da mulino di nero, accompagnata da tre stelle dello stesso) |
|        | Berles-au-Bois De sinople à la fasce d’or frettée de dix pièces de gueules. (di verde, alla fascia d'oro cancellata di dieci pezzi di rosso) |
|        | Berles-Monchel d’azur à la fasce d’argent accompagnée de six quintefeuilles du même, trois en chef et trois en pointe. (d'azzurro, alla fascia d'argento accompagnata d sei cinquefoglie dello stesso, tre in capo e tre in punta) |
|        | Bermicourt écartelé : au1) et 4) de sable semé de fleurs de lys, au 2) et au 3) d’argent aux trois fleurs de lys au pied nourri de gueules. (inquartato: nel 1º e 4º di nero seminato di gigli d'oro; nel 2º e 3º d'argento, a tre gigli dal piè nodrito di rosso) |
|        | Berneville d’or aux trois roses de gueules tigées et feuillées de sinople. (d'oro, a tre rose naturali di rosso, fustate e fogliate di verde) |
|        | Bernieulles d’or à la croix ancrée de gueules. (d'oro, alla croce ancorata di rosso) |
|        | Bertincourt d’or aux trois tourteaux de sable. (d'oro, a tre torte di nero) |
|        | Béthonsart de gueules fretté de quatorze pièces d’argent entre semé de fleurs de lys d’or. (di rosso seminato di gigli d'oro, cancellato di quattordici pezzi d'argento) |
|        | Béthune D’argent à la fasce de gueules. (d'argento, alla fascia di rosso) |
|        | Beugin de sable au sautoir d’argent en cœur d’une mâcle de sinople. (di nero, alla croce di Sant'Andrea d'argento, caricata in cuore da una losanga vuota di verde) |
|        | Beugnâtre d’azur aux trois étoiles d’argent. (d'azzurro, a tre stelle d'argento) |
|        | Beugny tranché : au 1) d’azur aux trois aiguières d’or ordonnées en orle, au 2) d’or à la tour d’azur. (trinciato: nel 1º d'azzurro, a tre brocche d'oro ordinate in orlo; nel 2º d'oro, alla torre d'azzurro) |
|        | Beussent d’argent à la barre échiquetée d’or et de sable de trois tires. (d'argento, alla sbarra scaccata d'oro e di nero di tre tiri) |
|        | Beutin d’argent aux huit merlettes de sable ordonnée en orle. (d'argento, a otto merlotti di nero ordinati in orlo) |
|        | Beuvrequen gironné de gueules et d’or de huit pièces, à la crosse d’or brochant sur le tout. (gheronato di rosso e d'oro di otto pezzi, al pastorale d'oro attraversante) |
|        | Beuvry de gueules au chevron d’hermine. (di rosso, allo scaglione d'armellino) |
|        | Bezinghem de sable au lion léopardé dor, au chef d’argent chargé de trois molettes du champ. (di nero, al leone illeopardito d'oro; al capo d'argento caricato di tre rotelle di sperone del campo) [il disegno in realtà rappresenta un leopardo illeonito] |

### Bi - Bl
| Stemma | Nome del comune e blasonatura |
| ------ | --- |
|        | Biache-Saint-Vaast De gueules à une roue dentée cousue de sable, chargée de quatre feuilles de nénuphar cousues de sinople posées en croix. (di rosso, alla ruota dentata cucita di nero, caricata di quattro foglie di ninfea cucite di verde poste in croce) |
|        | Biefvillers-lès-Bapaume écartelé au 1) et 4) d’azur au buste de saint quentin d’argent ayant les épaules percées chacune d’un clou du même au 2) et 3) d’or au chevron de gueules surmonté de trois étoiles de sable rangées en chef et soutenu d’un croissant du même. (inquartato: nel 1º e 4º d'azzurro, al busto di San Quintino d'argento, con le spalle trafitte ognuna da un chiodo dello stesso; nel 2º e 3º d'oro, allo scaglione di rosso sormontato da tre stelle di nero ordinate nel capo e sostenuto da un crescente dello stesso) |
|        | Bienvillers-au-Bois Ecartelé : au 1) et au 4) d’argent aux trois fasces de gueules, au 2) d’argent aux trois doloires de gueules posés en bande et ordonnées 1 et 2 dans le sens de la barre, au 3) d’argent aux trois doloires de gueules posés en bande et ordonnées 2 et 1 dans le sens de la barre ; sur le tout écartelé au I et au IV losangé d’or et de gueules, au II et au III d’or au lion de sable armé et lampassé de gueules. (inquartato: nel 1º e 4º d'argento, a tre fasce di rosso; nel 2º d'argento, a tre doloire di rosso poste in banda e ordinate 1 e 2 nel senso della sbarra; nel 3º d'argento, a tre doloire di rosso poste in banda e ordinate 2 e 1 nel senso della sbarra; sul tutto inquartato: in I e IV losangato d'oro e di roso; in II e III d'oro, al leone di nero, armato e lampassato di rosso) |
|        | Bihucourt d’or à la croix ancrée de gueules. (d'oro, alla croce ancorata di rosso) |
|        | Billy-Berclau De gueules à une coquille d'argent, au chef du même (di rosso, alla conchiglia d'argento; al capo dello stesso) |
|        | Billy-Montigny d'or à un arbre de sinople senestré d'un lion de sable, armé et lampassé de gueules, à la bordure d'argent chargée de huit mouchetures d'hermine de sable. (d'oro, all'albero di verde sinistrato da un leone di nero, armato e lampassato di rosso; alla bordura d'argento, caricata di otto moscature d'armellino di nero) |
|        | Bimont d’argent à la bande de gueules chargé de trois étoiles d’or. (d'argento, alla banda di rosso caricata di tre stelle (5) d'oro) |
|        | Blairville d’argent aux deux fasce de sable, accompagnée de six quintefeuilles du même, trois rangés en chef et trois rangés en pointe. (d'argento, a due fasce di nero accompagnate da sei cinquefoglie dello stesso, tre ordinate in capo e tre ordinate in punta) [il disegno, in realtà, rappresenta una gemella di nero e non due bande] |
|        | Blangerval-Blangermont écartelé au 1) et 4) de gueules à la fasce vivrée d’argent, au 2) et 3) d’azur au chevron d’or accompagné de trois croisettes recroisetées au pied fiché du même. (inquartato: nel 1º e 4º di rosso, alla fascia increspata d'argento; nel 2º e 3º d'azzurro, allo scaglione d'oro accompagnato da tre crocette ricrocettate e col pie' fitto dello stesso) |
|        | Blangy-sur-Ternoise D’azur aux trois fleurs de lys d’or. (d'azzurro, a tre gigli d'oro) |
|        | Blendecques de sable à une colombe d’argent, au chef du même chargé d’une roue de moulin de gueules. (di nero, alla colomba d'argento; al capo dello stesso, caricato di una ruota da mulino di rosso) |
|        | Bléquin d’or à la bande de gueules, au franc-canton de sable. (d'oro, alla banda di rosso, al canton franco di nero) |
|        | Blessy d’or à la croix de gueules cantonnéé de seize croisettes d’azur, 4 dans chaque canton. (d'oro, alla croce di rosso, accantonata da sedici crocette d'azzurro, 4 in ogni cantone) |
|        | Blingel taillé au 1) d’azur à une fleur de lys d’or, au 2) d’or à une fontaine d’azur. (tagliato: nel 1º d'azzurro, al giglio d'oro; nel 2º d'oro, alla fontana d'azzurro) |

### Bm - Bq
| Stemma | Nome del comune e blasonatura |
| ------ | --- |
|        | Boffles de sinople aux deux bandes d’or. (di verde, a due bande d'oro) |
|        | Boiry-Becquerelle de sinople au sautoir denché d’argent. (di verde, alla croce di Sant'Andrea dentata d'argento) |
|        | Boiry-Notre-Dame d’or aux trois lionceaux d’azur armés et lampassés de gueules, au chef de gueules chargé de la vierge issante de carnation, tenant l’enfant Jésus du même sur son bras gauche, vêtue aussi d’azur et de gueules. (d'oro, a tre lioncelli d'azzurro, armati e lampassati di rosso; al capo di rosso, caricato della Vergine nascente di carnagione, tenente il bambino Gesù dello stesso sul braccio sinistro, vestita pure d'azzurro e di rosso)                                                          |
|        | Boiry-Saint-Martin d’azur au chevron d’argent chargé sur sa pointe d’une étoile de sable, accompagné de trois besants d’or. (d'azzurro, allo scaglione d'argento caricato nel vertice da una stella (5) di nero, accompagnato da tre bisanti d'oro) |
|        | Boiry-Sainte-Rictrude parti : au 1) d’azur à saint Rictrude d’argent, tenant de sa main dextre un livre de gueules et sa senestre un sceptre d’or, au 2) d’or au rai d’escarboucle fleurdelysée de sable posé en pal. (partito: nel 1º d'azzurro, alla Santa Rictrude d'argento, tenente con la mano destra un libro di rosso e con la sinistra uno scettro d'oro; nel 2º d'oro, al raggio di carbonchio gigliato di nero posto in palo)                                                                                   |
|        | Bois-Bernard de gueules à la bande fuselée d’or, au lambel cousu d’azur brochant en chef sur le tout. (di rosso, alla banda di fusi d'oro, al lambello cucito d'azzurro attraversante in capo sul tutto) |
|        | Boisdinghem d’argent aux deux bandes de sable, au lambel de cinq pendants de gueules brochant sur le tout. (d'argento, a due bande di nero, al lambello di cinque gocce di rosso attraversante sul tutto) |
|        | Boisjean d’or aux trois fasces de sinople, chargées chacune de trois corneilles du champ. (d'oro, a tre fasce di verde, ciascuna caricata da tre cornacchie del campo) |
|        | Boisleux-au-Mont écartelé au 1) et 4) d’azur aux trois jumelles d’or, au 2) et 3) d’or à la crois ancrée de gueules. (inquartato: nel 1º e 4º d'azzurro, a tre gemelle d'oro; nel 2º e 3º d'oro, alla croce ancorata di rosso) |
|        | Boisleux-Saint-Marc d’argent à la fasce d’azur, accompagnée de deux bouses du même, une en chef et une en pointe. (d'argento, alla fascia d'azzurro, accompagnata da due bouse (chantepleure) dello stesso, una in capo e una in punta) |
|        | Bomy d’argent aux cinq tilleuls de sinople ordonnés en chevron, soutenus d’une tour de sable, accompagnés en chef et en pointe de deux fasces de gueules, chargées la première de deux gerbes de blé d’or, la seconde d’une seul, à la plaine ondée d’azur. (d'argento, a cinque tigli di verde ordinati in scaglione, sostenuti da una torre di nero, accompagnati in capo e in punta da due fasce di rosso, la prima caricata da due covoni di grano d'oro, la seconda da un solo covone; alla pianura ondata d'azzurro) |
|        | Bonnières écartelé au 1) et 4) vairé d’or et d’azur au 2) et 3) d’azur semé de fleurs de lys d’or au cerf d’argent brochant sur le tout. (inquartato: nel 1º e 4º vaiato d'oro e d'azzurro; nel 2º e 3º d'azzurro seminato di gigli d'oro, al cervo d'argento attraversante) |
|        | Bonningues-lès-Ardres d’or aux deux fasces de gueules, à la bordure du même. (d'oro, a due fasce di rosso; alla bordura dello stesso) |
|        | Bonningues-lès-Calais d’argent au lion d’azur, armé et lampassé de gueules. (d'argento, al leone d'azzurro, armato e lampassato di rosso) |
|        | Boubers-lès-Hesmond d’argent au sautoir de gueules chargé en cœur d’une molette d’or, cantonné de quatre crosses abbatiales contournées aussi de gueules. (d'argento, alla croce di Sant'Andrea di rosso caricata in cuore da una rotella di sperone d'oro, accantonata da quattro pastorali da abate rivoltati, pure di rosso) |
|        | Boubers-sur-Canche d’or au lion de gueules, armé et lampassé d’azur, accompagné de trois écussons aussi de gueules, un au canton dextre et senestre et un au canton dextre de la pointe. (d'oro, al leone di rosso, armato e lampassato d'azzurro, accompagnato da tre scudetti pure di rosso, posti nei due cantoni del capo e nel cantone destro della punta) |
|        | Boulogne-sur-Mer D'or à l'écusson de gueules chargé d'un cygne d'argent becqué et membré de sable, l'écusson accompagné de trois tourteaux de gueules. (d'oro, allo scudetto di rosso, caricato di un cigno d'argento imbeccato e membrato di nero, e accompagnato da tre torte di rosso) |
|        | Bouin-Plumoison taillé au 1) d’or aux trois doloirs de gueules ordonnés en orle, celui en chef à senestre contourné, au 2) de gueules à l’oie contournée d’argent. (tagliato: nel 1º d'oro, a tre doloire di rosso ordinate in orlo, quella nella sinistra del capo rivoltata; nel 2º di rosso, all'oca rivoltata d'argento) [il disegno in realtà rappresenta rivoltata la doloire nella destra del capo] |
|        | Bouquehault d’argent au hêtre de sinople. (d'argento, al faggio di verde) |
|        | Bourecq parti: au 1) de gueules aux trois chevrons d’argent, au 2) de gueules fretté d’argent de quatorze pièces et au franc-quartier aussi d’argent. (partito: nel 1º di rosso, a tre scaglioni d'argento; nel 2º di rosso, cancellato d'argento di quattordici pezzi e al quartier franco dello stesso) |
|        | Bouret-sur-Canche de gueules au pal de vair, au chef d’or chargé de trois molettes de cinq rais de sable. (di rosso, al palo di vaio; al capo d'oro, caricato di tre rotelle di sperone di nero) |
|        | Bourlon d’azur à l’étoile d’agent, au chef du même chargé d’une aigle de sable. (d'azzurro, alla stella d'argento; al capo dello stesso, caricato di un'aquila di nero) |
|        | Bournonville d’argent semé de glands versés du même à la coque de sable, au dragon du même engoulant une branche de vigne de sinople, au franc canton de cinq points de sable équipolés à quatre d’argent. (d'argento seminato di ghiande rovesciate dello stesso, con la cupola di nero, al drago dello stesso ingolante un ramo di vite di verde, al canton franco di cinque punti di nero equipollenti a quattro d'argento)                                                                                             |
|        | Bours de gueules à la bande de vair. (di rosso, alla banda di vaio) |
|        | Boursin d’argent à l’aigle de gueules, becquée et menbrée d’azur, au chef du même chargé de trois fleurs de lys au pied nourri du champ. (d'argento, all'aquila di rosso, rostrata e membrata d'azzurro; al capo dello stesso caricato di tre gigli dal pie' nodrito del campo) |
|        | Bourthes de gueules à l’épée basse d’argent posée en bande, garnie d’or, accompagnée de deux aigles de sable. (di rosso, alla spada bassa d'argento posta in banda, guarnita d'oro, accompagnata da due aquile di nero) |
|        | Bouvelinghem d’azur aux sept besants d’or ordonnées 3.3.1, au chef du même chargé de trois monts de six coupeaux du champ. (d'azzurro, a sette bisanti d'oro ordinati 3, 3, 1; al capo dello stesso, caricato di tre monti di sei cime del campo) |
|        | Bouvigny-Boyeffles d’or au chevron d’azur, accompagné de deux huchets contournés de gueules et en pointe d’une hure de sanglier contournée de sable, défendue d’argent et lampassée aussi de gueules. (d'oro, allo scaglione d'azzurro, accompagnato da due corni da caccia rivoltati di rosso e, in punta, da una testa di cinghiale rivoltata di nero, difesa d'argento e lampassata pure di rosso) |
|        | Boyaval de gueules à la fasce d’argent chargée de trois roses du champ. (di rosso, alla fascia d'argento, caricata di tre rose del campo) |
|        | Boyelles d’azur à la vierge mère de carnation vêtue, couronnée et nimbée d’or, portant l’enfant Jésus aussi de carnation, vêtu aussi d’or, au nimbe crucifère, tenant un lys du même. (d'azzurro, alla Vergine madre di carnagione, coronata e nimbata d'oro, recante il bambino Gesù pure di carnagione, vestito pure d'oro, col nembo crucifero, tenente un giglio dello stesso) |

### Br - Bu
| Stemma | Nome del comune e blasonatura |
| ------ | --- |
|        | Brebières de gueules aux dix losanges accolées d’argent, ordonnées 3.3.3.1, surmontées d’un lambel cousu d’azur, au chef du même chargé d’une roue de moulin d’or, accostée de deux brebis passantes affrontées d’argent. (di rosso, a dieci losanghe accollate d'argento, ordinate 3, 3, 3, 1, sormontate da un lambello cucito d'azzurro; al capo dello stesso, caricato da una ruota da mulino d'oro, accostata da due pecore passanri e affrontate d'argento) |
|        | Brêmes écartelé au 1) et 4) d’or au maillet de gueules, au 2) et 3) de gueules aux trois brêmes d'or nageant l’une sur l’autre. (inquartato: nel 1º e 4º d'oro, al maglietto di rosso; nel 2º e 3º di rosso, a tre abramidi d'oro, nuotanti l'uno sull'altro) |
|        | Brévillers d'argent au lion morné de gueules. (d'argento, al leone nato morto di rosso) |
|        | Bréxent-Énocq parti : au 1) de gueules à l'aigle d'argent, au 2) d'or à la croix ancrée de gueules. (partito: nel 1º di rosso, all'aquila d'argento; nel 2º d'oro, alla croce ancorata di rosso) |
|        | Brimeux d'argent aux trois aigles de gueules. (d'argento, a tre aquile di rosso) |
|        | Bruay-la-Buissière d'or à la lampe sommée d'un pic et d'une hache de mineur passés en sautoir, le tout soudé d'argent à la bordure coticée du même et de gueules de douze pièces. (d'oro, alla lampada cimata da un piccone a da un'ascia da minatore passati in decusse, il tutto saldato d'argento; alla bordura cotissata dello stesso e di rosso di dodici pezzi) |
|        | Brunembert d'azur à la barque de sable portant la Vierge de carnation portant l'enfant Jésus du même sur son bras gauche, le tout vêtu d'or et couronné du même, la barque voguant sur des ondes d'argent mouvant de la pointe. (d'azzurro, alla barca di nero che porta la Vergine di carnagione tenente il bambino Gesù dello stesso sul braccio sinistro, il tutto vestito d'oro e coronata dello stesso, la barca vogante su onde d'argento moventi dalla punta) |
|        | Bryas d'argent à la fasce de sable surmontée de trois cormorans du même, becqués et membrés de gueules. (d'argento, alla fascia di nero sormontata da tre cormorani dello stesso, imbeccati e membrati di rosso) |
|        | Bucquoy de vair en bande aux deux bandes de gueules chargées chacune d'un dragon d'or posé à plomb. (di vaio in banda, a due bande di rosso, ciascuna caricata da un drago d'oro posto a piombo) |
|        | Buire-au-Bois d'or aux trois maillets de sinople, au chef du même au gland versé feuillé de deux pièces du champ. (d'oro, a tre maglietti di verde; al capo dello stesso, alla ghianda rovesciata fogliata di due pezzi del campo) |
|        | Buire-le-Sec d'or à la croix de gueules chargée en cœur d'un alérion du champ. (d'oro, alla croce di rosso caricata in cuore da un alerione del campo) |
|        | Buissy d'azur au chevron d'or chargé de cinq tourteaux du champ. (d'azzurro, allo scaglione d'oro caricato di cinque torte del campo) |
|        | Bullecourt d'or à la fasce de gueules accompagnée de trois maillets de sable. (d'oro, alla fascia di rosso accompagnata da tre maglietti di nero) |
|        | Bully-les-Mines chevronné d'argent et de gueules de douze pièces. (scaglionato d'argento e di rosso di dodici pezzi) |
|        | Buneville d'or au lion de gueules, au chef d'azur chargé de trois étoiles du champ. (d'oro, al leone di rosso; al capo d'azzurro, caricato di rte stelle del campo) |
|        | Burbure De sable à la croix ancrée d'argent chargé en cœur d'un écusson de gueules au moulin à vent d'or posé sur un tertre du même mouvant de la pointe, au chef cousu de gueules chargé d'un pic et d'une hache de mineur aussi d'argent passés en sautoir à la lampe du même allumée de gueules brochant sur les outils. (di nero, alla croce ancorata d'argento, caricata in cuore da uno scudetto di rosso, al mulino a vento d'oro posato su un terrazzo dello stesso movente dalla punta; al capo cucito di rosso, caricato di un piccone e da un'ascia di minatore passati in decusse, il tutto d'argento, alla lampada dello stesso, illuminata di rosso e attraversante sugli attrezzi) |
|        | Bus d'azur au chevron d'or accompagné de trois roses du même, à la bordure aussi d'or. (d'azzurro, allo scaglione d'oro accompagnato da tre rose dello stesso; alla bordura pure d'oro) |
|        | Busnes d'azur à la fasce d'argent accompagnée de trois tours du même. (d'azzurro, alla fascia d'argento accompagnata da tre torri dello stesso) |

## C

### Ca - Cd
| Stemma | Nome del comune e blasonatura |
| ------ | --- |
|        | Caffiers d'or au lion contourné de sable sur une terrasse du même. (d'oro, al leone rivoltato di nero, su una terrazza dello stesso) |
|        | Cagnicourt de sinople aux trois lys de jardin d'or. (di verde, a tre gigli di giardino d'oro) |
|        | Calais de gueules à l'écusson d'azur chargé d'une fleur de lis d'or soutenue d'un croissant d'argent, l'écusson sommé d'une couronne royale d'or et accosté de deux croix de Lorraine d'argent, et accompagné en pointe d'un besant d'argent chargé de la croix de Jérusalem d'or (di rosso, allo scudetto d'azzurro, caricato di un giglio d'oro sostenuto da un crescente d'argento, cimato da una corona reale d'oro, accostato da due croci di Lorena d'argento, e accompagnato in punta da un bisante d'argento caricato dalla croce di Gerusalemme d'oro) |
|        | Calonne-Ricouart de gueules à une épée d'or posée en pal, la pointe en bas, dans son fourreau d'argent à une bouterolle aussi d'or, accostée de deux étoiles de six rais du même. (di rosso, alla spada d'oro posta in palo, la punta in basso, nel fodero d'argento col puntale pure d'oro, accostata da due stelle di sei raggi dello stesso) |
|        | Calonne-sur-la-Lys d'argent aux trois jumelles de sable. (d'argento, a tre gemelle di nero) |
|        | La Calotterie d'azur aux trois hures de sanglier arrachée de sable, allumées et lampassées de gueules. (d'azzurro, a tre teste di cinghiale strappate di nero, illuminate e lampassate di rosso) |
|        | Camblain-Châtelain écartelé au 1) et 4) bandé d'argent et d'azur de six pièces, au 2)et 3) contre écartelé d'or et de sable. (inquartato: nel 1º e 4º bandato d'argento e d'azzurro; nel 2º e 3º controinquartato d'oro e di nero) |
|        | Camblain-l'Abbé d'or au chevron de gueules surmonté de trois étoiles d'azur rangées en chef et soutenu d'un croissant du même. (d'oro, allo scaglione di rosso, sormontato da tre stelle d'azzurro, ordinate in fascia, e sostenuto da un crescente montante dello stesso) |
|        | Cambligneul d'azur à un dragon d'or. (d'azzurro, al drago d'oro) |
|        | Cambrin d'or fretté de dix huit pièces de gueules au franc canton de sinople chargé d'une aigle du champ. (d'oro, cancellato di diciotto pezzi di rosso, al canton franco di verde caricato di un'aquila del campo) |
|        | Camiers parti ondé au 1) d'or à l'arbre de sinople, au second d'azur à une nef d'argent ; aux deux dars de gueules passés en sautoir, la pointe en bas, brochant en chef sur la partition. (partito ondato: nel 1º d'oro, all'albero di verde; nel 2º d'azzurro, alla nave d'argento; a due dardi di rosso passati in decusse, la punta in basso, attraversanti in capo sulla partizione) |
|        | Campagne-lès-Boulonnais coupé d'or et d'azur à un coq hardi de gueules brochant sur le tout. (troncato d'oro e d'azzurro, al gallo ardito di rosso attraversante sul tutto) |
|        | Campagne-lès-Guines d'azur au lambel de cinq pendants cousu de gueules en chef. (d'azzurro, al lambello di cinque pendenti di rosso posto in capo) |
|        | Campagne-lès-Hesdin écartelé d'hermine et de vair. (inquartato d'armellino e di vaio) |
|        | Campagne-lès-Wardrecques d'azur aux deux fleurs de lys d'or soutenues d'un lion du même, au chef aussi d'or chargé de deux faisceaux de licteur du champ passés en sautoir. (d'azzurro, a due gigli d'oro sostenuti da un leone dello stesso; al capo pure d'oro, caricato di due fasci littorii del campo passati in decusse) |
|        | Campigneulles-les-Grandes d'or à la croix ancrée de gueules chargée en cœur d'une molette du champ, cantonnée en chef à senestre et en pointe à dextre de deux molettes aussi de gueules, rangées en barre avec celle du cœur. (d'oro, alla croce ancorata di rosso, caricata un cuore da una rotella di sperone del campo, e accantonata in capo a sinistra e in punta a destra da due rotelle di sperone di rosso in ciascun cantone, ordinate in sbarra con quella in cuore) |
|        | Campigneulles-les-Petites d'azur semé de lys d'or à une molette d'argent en abîme brochant sur le tout. (d'azzurro seminato di gigli d'oro, alla rotella di sperone d'argento) |
|        | Canettemont d'azur à la fasce d'or accompagnée en chef d'une étoile du même et en pointe d'un bouquet de trois roseaux aussi d'or. (d'azzurro, alla fascia d'oro, accompagnata in capo da una stella dello stesso e in punta da un mazzo di tre canne di palude pure d'oro) |
|        | Canlers d'azur aux trois chandeliers d'or. (d'azzurro, a tre candelieri d'oro) |
|        | Canteleux d'argent à la fasce de gueules chargée d'une gerbe d'avoine d'or. (d'argento, alla fascia di rosso caricata di un covone d'avena d'oro) |
|        | Capelle-Fermont d'azur aux trois gerbes de blé d'or. (d'azzurro, a tre covoni di grano d'oro) |
|        | La Capelle-lès-Boulogne d'or à la croix ancrée de gueules, à la bande d'azur brochant sur le tout. (d'oro, alla croce ancorata di rosso, alla banda d'azzurro attraversante sul tutto) |
|        | Capelle-lès-Hesdin de gueules à une gerbe de blé d'or et à un arbre cousu de sinople, rangés en bande. (di rosso, a un covone di grano d'oro e un albero cucito di verde, ordinati in banda) |
|        | Carency Tranché : au 1er d'azur à la bande cousue de gueules, abaissée, chargée de trois coquilles d'argent posées à plomb et accompagnée d'une fleur de lys d'or, au 2d d'or à la bande échiquetée d'or et d'azur de deux tires, haussée et accompagnée d'un alérion d'azur. (…) |
|        | Carly parti, au premier d'argent semé de merlettes de sables, au lion de gueules, armé, lampassé et couronné d'or, brochant sur le tout, au second d'hermine, à cinq losanges de gueules accolées en fasce (partito: nel 1º d'argento seminato di merlotti di nero, al leone di rosso, armato, lampassato e coronato d'oro; nel 2º d'armellino, a cinque losanghe di rosso accollate in fascia) |
|        | Carvin d'azur aux sept besants d'or ordonnés 3.31 au chef du même. (d'azzurro, a sette bisanti d'oro ordinati 3, 3, 1; al capo dello stesso) |
|        | La Cauchie d'argent au pal de gueules chargé d'une chapelle d'argent. (d'argento, al palo di rosso caricato di una cappella d'argento) |
|        | Cauchy-à-la-Tour Ecartelé au 1) coupé d'azur au cheval marin couché d'argent et d'or plain, au 2) de gueules au pic et à la hache de mineur cousus de sable passée en sautoir, à la lampe du même allumée d'or brochant sur les outils, surmontée d'une barrette aussi de sable, au 3) d'azur à la gerbe de blé d'or, au 4) d'argent au lion de gueules ; au bâton en bande d'azur chargé de sept étoiles d'or ordonnées 1 2 1 2 1 brochant sur l'écartelé (inquartato: nel 1º troncato d'azzurro, al cavalluccio marino coricato d'argento, e d'oro pieno; nel 2º di rosso, al piccone e l'ascia da minatore cuciti di nero e passati in decusse, alla lampada dello stesso, illuminata d'oro, attraversante sugli attrezzi, sormontata da una sbarretta pure di nero; nel 23º d'azzurro, al covone di grano d'oro; nel 4º d'argento, al leone di rosso; al bastone d'azzurro, posto in banda e caricato di sette stelle d'oro ordinate 1, 2, 1, 2, 1 attraversante sull'inquartato) |
|        | Caucourt écartelé au 1) et au 4) d'argent au lion de sinople, lampassé de gueules, armé et couronné d'or, au 2) et 3) de sinople aux trois besants d'argent. (inquartato: nel 1º e 4º d'argento, al leone di verde, lampassato di rosso, armato e coronato d'oro; nel 2º e 3º di verde, a tre bisanti d'argento) |
|        | Caumont écartelé au 1) et 4) d'argent à la bande d'azur accompagné de deux tourteaux du même au 2) et 3) de gueules au lion d'argent. (inquartato: nel 1º e 4º d'argento, alla banda d'azzurro accompagnata da due torte dello stesso; nel 2º e 3º di rosso, al leone d'argento) |
|        | Cavron-Saint-Martin écartelé, au premier d'azur à trois épis d'argent feuillés de deux pièces du même, au deuxième d'argent à une moucheture d'hermine de sable, au troisième d'argent à une fleur de lys de sable, au quatrième d'azur à un poisson d'argent nageant entre deux ondes du même, sur le tout d'argent à une chèvre contournée saillante cousue d'or. (inquartato: nel 1º d'azzurro, a tre spighe d'argento, fogliate di due pezzi dello stesso; nel 2º d'argento, alla moscatura d'armellino di nero; nel 3º d'argento, al giglio di nero; nel 4º d'azzurro, al pesce d'argento nuotante tra due onde dello stesso; sul tutto d'argento, alla capra rivoltata saliente d'oro) |

### Ce - Ch
| Stemma | Nome del comune e blasonatura |
| ------ | --- |
|        | Chelers d'or à la fasce de gueules accompagné en chef de deux étoiles de sable et en pointe d'un croissant du même. (d'oro, alla fascia di rosso, accompagnata in capo d due stelle di nero e in punta da un crescente dello stesso)                             |
|        | Chériennes d'azur à la bande d'or accompagnée de six trèfles du même ordonnés en orle. (d'azzurro, alla banda d'oro, accompagnata da sei trifogli dello stesso ordinati in orlo)                                                                                 |
|        | Chérisy écartelé au 1) et 4) de gueules à l'écusson d'argent chargé d'un lion du champ, au 2) et 3) d'azur à la fasce d'or. (inquartato: nel 1º e 4º di rosso, allo scudetto d'argento caricato di un leone del campo; nel 2º e 3º d'azzurro, alla fascia d'oro) |
|        | Chocques d'argent à la barre de sinople chargée d'une merlette d'or posée à plomb. (d'argento, alla sbarra di verde caricata di una merla d'oro posta a piombo) [il disegno in realtà rappresenta una banda e non una sbarra]                                    |

### Ci - Cl
| Stemma | Nome del comune e blasonatura |
| ------ | --- |
|        | Clairmarais d'or aux deux crosses affrontées de gueules passées en sautoir, cantonnées en chef d'une patte de loup de sable posée en pal et en pointe d'une couleuvre du même tortillée en pal, à la fasce d'azur brochant sur le tout. (d'oro, a due pastorali affrontati di rosso passati in decusse, accantonati in capo da una zampa di lupo di nero posta in palo e in punta da una biscia dello stesso attortigliata in palo, alla fascia d'azzurro attraversante sul tutto) |
|        | Clarques taillé :au 1) d'azur à la crosse d'or, au 2) d'or au château de deux tours couvertes et donjonné d'une tourelle couverte aussi, le tout d'azur. (tagliato: nel 1º d'azzurro, al pastorale d'oro; nel 2º al castello di due torri coperte e torricellato da una torretta pure coperta, il tutto d'azzurro) |
|        | Clenleu d'agent au loup courant d'azur, lampassé de gueules. (d'argento, al lupo corrente d'azzurro, lampassato di rosso) |
|        | Clerques d'argent aux quatre barres de gueules, à la bordure de sinople. (d'argento, a quattro sbarre di rosso; alla bordura di verde) |
|        | Cléty d'argent à la fasce d'azur, accompagnée de trois maillets de sable. (d'argento, alla fascia d'azzurro, accompagnata da tre maglietti di nero) |

### Cm - Cq
| Stemma | Nome del comune e blasonatura |
| ------ | --- |
|        | Colembert d'argent au lion à la queue fourchue de sable, allumé d'or, armé et lampassé de gueules. (d'argento, al leone dalla coda forcata di nero, illuminato d'oro, armato e lampassato di rosso) |
|        | Colline-Beaumont de gueules au saumon d'argent posé en pal. (di rosso, al salmone d'argento posto in palo) |
|        | La Comté taillé :au 1) d'argent semé de billettes de sable au lion du même, armé lampassé et couronné de gueules, brochant sur le tout, au 2) d'azur aux six fontaines d'argent ordonnées 4.2 en deux barre. (tagliato: nel 1º d'argento seminato di biglietti di nero, al leone dello stesso, armato, lampassato e coronato di rosso, attraversante sul tutto; nel 2º d'azzurro, a sei fontane d'argento ordinate 4, 2 in due sbarre) |
|        | Conchil-le-Temple d'azur au chevalier du temple de carnation, à la tunique d'argent chargé d'une croix pattée de gueules, au manteau du même. (d'azzurro, al cavaliere templare di carnagione, alla tunica d'argento caricata di una croce patente di rosso, al mantello dello stesso) |
|        | Conchy-sur-Canche d'azur à l'écusson d'hermine (d'azzurro, allo scudetto d'armellino) |
|        | Condette d'argent aux trois fers de moulin de sable. (d'argento, a tre ferri da mulino di nero) |
|        | Contes d'or au créquier arraché de sinople, à la bordure de gueules. (d'oro, al vepre sradicato di verde; alla bordura di rosso) |
|        | Conteville-en-Ternois écartelé: au 1) et 4) de gueules fretté de dix pièces d'argent entre semé de fleurs de lys d'or, au 2) et 3) fascé d'argent et de gueules de six pièces, à la bordure d'or. (inquartato: nel 1º e 4º di rosso seminato di gigli d'oro, cancellato di dieci pezzi d'argento; nel 2º e 3º fasciato d'argento e di rosso; alla bordura d'oro attraversante sull'inquartato) |
|        | Conteville-lès-Boulogne de sable au lion d'argent, au chef d'or chargé de trois tourteaux de gueules. (di nero, al leone d'argento; al capo d'oro, caricato di tre torte di rosso) |
|        | Coquelles de gueules au sautoir d'argent chargé en cœur d'un tourteau d'azur, accompagné en pointe d'une hure de sanglier aussi d'argent, allumée et défendue de sable. (di rosso, alla croce di Sant'Andrea d'argento, caricata in cuore da una torta d'azzurro, accompagnata in punta da una testa di cinghiale pure d'argento, illuminata e difesa di nero) |
|        | Corbehem de gueules aux neuf flammes d'or ordonnées 4.3.2, au chef du même chargé d'une aigle de sable. (di rosso, a nove fiamme d'oro ordinate 4, 3, 2; al capo dello stesso, caricato di un'aquila di nero) |
|        | Cormont parti: au 1) mi-parti d'argent à l'aigle bicéphale de sable becquée et membrée d'azur, au 2) coupé au I d'azur au fer de moulin d'argent et au II d'or à l'écusson de vair ;le tout soutenu d'une champagne d'azur chargé d'un soulier d'or. (partito: nel 1º semipartito d'argento, all'aquila bicipite di nero, rostrata e membrata d'azzurro; nel 2º troncato: in I d'azzurro, al ferro da mulino d'argento e in II d'oro, allo scudetto di vaio; il tutto sostenuto da una campagna d'azzurro, caricata di uno zoccolo d'oro)                      |
|        | Couin parti émanché de gueules et d'argent. (partito inchiavato di rosso e d'argento) |
|        | Coullemont d'argent à la fasce de gueules, accompagné de trois lionceaux de sinople, à l'écusson d'or aux trois huchets de sable brochant en abîme sur le tout. (d'argento, alla fascia di rosso, accompagnata da tre lioncelli di verde, allo scudetto d'oro a tre corni da caccia di nero attraversante in cuore sul tutto) |
|        | Coulogne d'azur au sautoir cousu de gueules chargé en cœur d'une aigle cousue de sable. (d'azzurro, alla croce di Sant'Andrea di rosso caricata in cuore da un'aquila cucita di nero) |
|        | Coulomby d'or à la bande de gueules chargée d'une colombe du champ, à la bordure d'azur. (d'oro, alla banda di rosso caricata di una colomba del campo; alla bordura d'azzurro) |
|        | Coupelle-Neuve écartelé au 1) et 4) chevronné d'or et de gueules de douze pièces, au 2) et 3) d'or à saint antoine de carnation, vêtu de gueules. (inquartato: nel 1º e 4º scaglionato d'oro e di rosso di dodici pezzi; nel 2º e 3º d'oro, al Sant'Antonio di carnagione, vestito di rosso) |
|        | Coupelle-Vieille d'argent à l'aigle de sable, becquée et membrée de gueules, au franc-quartier de sinople chargé d'un lion d'or. (d'argento, all'aquila di nero, rostrata e membrata di rosso, al quartier franco di verde, caricato di un leone d'oro) |
|        | Courcelles-le-Comte d'azur au portail d'église d'argent, sommé d'un clocher du même, accosté de deux lions d'or, armés et lampassés de gueules. (d'azzurro, al portale di chiesa d'argento, cimato da un campanile dello stesso, accostato da due leoni d'oro, armati e lampassati di rosso) |
|        | Courcelles-lès-Lens d'azur semé de fleurs de lys d'or, au cerf d'argent brochant sur le tout, au chef ondé aussi d'azur chargé de trois merlettes aussi d'argent. (d'azzurro seminato di gigli d'oro, al cervo d'argento; al capo ondato, pure d'azzurro, caricato di tre merlotti pure d'argento) |
|        | Courrières d'or à la croix de gueules cantonnée de seize alérions d'azur ordonnés 2.2. (d'oro, alla croce di rosso, accantonata da sedici alerioni d'azzurro ordinati 2, 2 in ciascun cantone) |
|        | Courset d'azur au chevron d'or accompagné de trois serres d'aigle du même. (d'azzurro, allo scaglione d'oro, accompagnato da tre zampe d'aquila dello stesso) |
|        | La Couture bandé de gueules et d'argent, à une ombre de lion brochant sur le tout, à la bordure engrêlée d'or. (bandato di rosso e d'argento, all'ombra di leone attraversante sul tutto; alla bordura spinata d'oro) |
|        | Couturelle d'azur au croissant d'or accompagné de trois coquilles d'argent. (d'azzurro, al crescente d'oro, accompagnato da tre conchiglie d'argento) |
|        | Coyecques d'argent à la pièce alésée en forme de C d'azur chargé d'une fasce cousue de sinople ondée par le bas surchargée d'un épi d'or en bande et sommée d'un soleil éclipsé issant, ladite pièce senestrée de trois fleurs de lys de sable ordonnées en chevron couché. (d'argento, alla pezza scorciata in forma di C d'azzurro, caricata da una fascia cucita di rosso, ondata in basso, sovraccaricata da una spiga d'oro posta in banda e cimata da un'ombra di sole uscente, la pezza sinistrata da tre gigli di nero ordinati in scaglione coricato) |

### Cr - Cu
| Stemma | Nome del comune e blasonatura |
| ------ | --- |
|        | Crémarest de gueules à la bande d'or. (di rosso, alla banda d'oro) |
|        | Crépy écartelé au 1) d'argent à un portail et à un clocher d'église de sinople, au 2) de sinople à un livre posé à plat ouvert d'argent au 3) d'azur à un livre posé à plat ouvert d'or, au 4) d'or à un portail et à un clocher d'église d'azur. (inquartato: nel 1º d'argento, al portale con campanile di chiesa di verde; nel 2º di verde, a un libro aperto d'argento; nel 3º d'azzurro, al libro aperto d'oro; nel 4º d'oro, al portale con campanile di chiesa d'azzurro) |
|        | Créquy d'or à un créquier arraché de gueules. (d'oro, al vepre sradicato di rosso) |
|        | Croisette taillé : au premier de gueules à la Vierge de carnation, en manteau et voile d'argent, couronnée et auréolée du même, tenant un livre, au second d'argent aux trois fleurs de lys au pied nourri de gueules rangées en barre. (tagliato: nel 1º di rosso, alla Vergine di carnagione, con mantello e velo d'argento, coronata e nimbata dello stesso, tenente un libro; nel 2º d'argento, a tre gigli dal pie' nodrito di rosso ordinati in sbarra) |
|        | Croisilles de gueules à dix losanges accolés d'or ordonnés 3.3.3.1. (di rosso, a dieci losanghe accollate d'oro, ordinate 3, 3, 3, 1) |
|        | Croix-en-Ternois d'or aux deux chevrons d'azur, au chef de gueules. (d'oro, a due scaglioni d'azzurro; al capo di rosso) |
|        | Cucq Parti : au premier d'or aux trois bandes d'azur, à la flamme de gueules sur une dune du même brochant sur le tout, à la bordure aussi de gueules, au second tiercé en fasce au I de gueules aux trois besants d'or accompagnés de deux mulets d'argent posés en chevron renversé la tête en pointe, au II d'azur aux quatre burelles ondées d'argent à l'étoile d'or brochant sur le tout et au III parti au 1) d'or aux trois bandes d'azur, au phare brochant d'argent enflammé du champ, posé sur une dune de sinople émergeant d'une champagne aussi d'argent, et à la bordure de gueules, au 2) aussi de gueules à la nef d'argent voguant sur des ondes du même mouvant de la pointe et au chef d'azur semé de fleurs de lys d'or. (partito: nel 1º d'oro, a tre bande d'azzurro, alla fiamma di rosso su una duna dello stesso attraversante sul tutto; alla bordura pure di rosso; nel 2º interzato in fascia: in I di rosso, a tre bisanti d'oro accompagnati da due cavedani d'argento posti in scaglione rovesciato, con la testa in basso; in II d'azzurro, a quattro burelle ondate d'argento, alla stella d'oro attraversante sul tutto; in III partito: in 1) d'oro, a tre bande d'azzurro, al faro attraversante d'argento infiammato del campo, posato su una duna di verde, emergente da una campagna pure d'argento, con la bordura di rosso; in 2) pure di rosso, alla nave d'argento vogante su onde dello stesso moventi dalla punta e al capo d'azzurro seminato di gigli d'oro) |
|        | Cuinchy de gueules à la fasce vivrée d'argent. (di rosso, alla fascia increspata d'argento) |